# Josephine Henning
Josephine Henning (Maguncia, Alemania Occidental, 8 de septiembre de 1989) es una futbolista alemana que se desempeña como defensa en el Olympique Lyon de la Division 1 Féminine de Francia.

## Biografía

### Carrera en clubes
Henning comenzó su carrera de fútbol en la segunda división de la Bundesliga femenina con el 1. FC Saarbrücken, equipo con el que logró el ascenso a la primera división para la temporada 2007-08. En la temporada 2009-10, Henning traspasó al 1. FFC Turbine Potsdam, equipo con el que ganó la Liga de Campeones femenina de la UEFA 2009-10 y el campeonato de la Bundesliga 2010 y 2011. En la temporada 2011/12 traspasó al equipo VfL Wolfsburgo, con el que ganó el campeonato de la Bundesliga Femenina 2012-13 y 2013-14, además del título de Liga de Campeones femenina de la UEFA en Liga de Campeones femenina de la UEFA 2012-13 y 2013-14. Luego de estas victorias, Henning traspasó al París Saint-Germain FC para la temporada 2014-15.

### Carrera internacional
Henning debutó con la selección femenina de fútbol de Alemania el 15 de septiembre de 2010 en un amistoso contra Canadá. Fue convocada al equipo que posteriormente ganó la Eurocopa Femenina 2013.
El 24 de mayo de 2015, Josephine Henning fue nombrada a la escuadra alemana para la Copa Mundial Femenina de Fútbol de 2015.

## Títulos

### Campeonatos nacionales
| Título                              | Club                   | País       | Año         |
| ----------------------------------- | ---------------------- | ---------- | ----------- |
| DFB-Hallenpokal                     | 1. FFC Turbine Potsdam | Alemania   | 2010        |
| Bundesliga                          | 1. FFC Turbine Potsdam | Alemania   | 2009 - 2010 |
| Bundesliga                          | 1. FFC Turbine Potsdam | Alemania   | 2010 - 2011 |
| Bundesliga                          | VfL Wolfsburgo         | Alemania   | 2012 - 2013 |
| Copa de fútbol femenino de Alemania | VfL Wolfsburgo         | Alemania   | 2013        |
| Bundesliga                          | VfL Wolfsburgo         | Alemania   | 2013 - 2014 |
| FA Women's Cup                      | Arsenal                | Inglaterra | 2016        |
| Division 1 Féminine                 | Olympique Lyon         | Francia    | 2016 - 2017 |
| Copa de Francia                     | Olympique Lyon         | Francia    | 2017        |

### Campeonatos internacionales
| Título                                  | Equipo                 | Sede final | Año  |
| --------------------------------------- | ---------------------- | ---------- | ---- |
| Copa de Algarve                         | Alemania               | Portugal   | 2012 |
| Liga de Campeones femenina de la UEFA   | 1. FFC Turbine Potsdam | España     | 2010 |
| Liga de Campeones femenina de la UEFA   | VfL Wolfsburgo         | Portugal   | 2013 |
| Eurocopa Femenina                       | Selección de Alemania  | Suecia     | 2013 |
| Liga de Campeones femenina de la UEFA   | VfL Wolfsburgo         | Portugal   | 2014 |
| Copa de Algarve                         | Alemania               | Portugal   | 2014 |
| Juegos Olímpicos de Río de Janeiro 2016 | Alemania               | Brasil     | 2016 |
| Liga de Campeones femenina de la UEFA   | Olympique Lyon         | Gales      | 2017 |
| Liga de Campeones femenina de la UEFA   | Olympique de Lyon      | Ucrania    | 2018 |